# Blast (2000)
Blast ist ein US-amerikanisches Filmdrama mit Thriller-Elementen aus dem Jahr 2000 von Regisseur Martin Schenk. In den Hauptrollen zu sehen sind Liesel Matthews, Blake Heron, Adam LaVorgna und Tony Denman.

## Handlung
Vier Highschool-Freunde glauben an den lokalen Mythos, dass der Entwickler Swenson vor Jahren ein Kind wegen Hausfriedensbruchs getötet und damit ungeschoren davongekommen sei. Als einer der vier Freunde verschwindet, glauben die verbleibenden drei, dass Swenson ihren Freund getötet hat, und rächen sich. Als ihr Freund dann lebend auftaucht, müssen sie sich mit den Konsequenzen auseinandersetzen, die das Überschreiten der harten Grenze zwischen Fantasie und Realität mit sich bringt.

## Hintergrund
Der Film wurde der letzte Film der Schauspielerin Liesel Matthews, die zuvor durch die beiden Filme Little Princess und Air Force One bekannt geworden war.
Der im Film verwendete Zugbock ist Teil des Vernonia-Banks Linear Park Trail. Der Bock wurde in den 1980er Jahren niedergebrannt. Es handelte sich um einen großen Stützbock, der für die Eisenbahn zur einstmals betriebenen Sägemühle von Vernonia diente, die einst als die größte der Welt galt. Der Ort, an dem sich die Gruppe im Laufe des Films ein paar Mal mit Graffiti an den Wänden trifft, ist der Ort, an dem sich das Sägewerk befand, der heute in Vernonia, Oregon, als „Mill Pond“ bekannt ist.
Im Abspann heißt es: „In liebevoller Erinnerung an Robert D. Bowers. Er war der beste Elektro-Boy für den Film.“

### Soundtracks
- It Better Be Raining
- Peppyrock
- She Found You
- Tracy
- Joy Ride
- Smokehouse
- After You My Friend
- Resurrection
- Park Avenue
- Sylvia
- Prozac Smile
- Goodtime Fun
- Our Generation
- Battle
- Ears Is Alive